# Let It Be… Naked
Let It Be… Naked ist eine überarbeitete Version des Albums Let It Be der britischen Gruppe The Beatles. Dabei handelt es sich um eine Annäherung an die ursprüngliche Fassung des Albums, bevor der Produzent Phil Spector die Aufnahmen mit Orchester- und Choraufnahmen versah. Das Album erschien am 14. November 2003 in Deutschland, in Großbritannien am 17. November und in den USA am 18. November 2003.
Let It Be… Naked ist das sechste nach der Trennung der Beatles erschienene Album der Gruppe mit bislang nicht offiziell veröffentlichtem Aufnahmematerial.

## Vorgeschichte
Nach den Problemen und zahlreichen Streitigkeiten zwischen den Gruppenmitgliedern bei der Arbeit am Album The Beatles, dessen letzte Aufnahmen Mitte Oktober 1968 fertiggestellt wurden, war es Paul McCartney, der als treibende Kraft nach einem Ausweg aus der Krise suchte. Ihm schwebte vor, die Gruppe wieder an ihre Ursprünge zurückzuführen. Ohne eine klare Vorstellung über das Projekt zu haben, fanden sich die Beatles am 2. Januar 1969 in den Twickenham Film Studios ein, um Stücke für einen eventuellen Liveauftritt zu proben. Für die Tonaufnahmen waren George Martin und Glyn Johns verantwortlich.
Die letzten Aufnahmen in Twickenham fanden am 16. Januar 1969 statt. Am 20. Januar 1969 zogen die Beatles in ihr eigenes Studio im Keller des Apple-Büros in der Londoner Savile Row um. Zwei Tage später begannen dort die ersten Aufnahmen. Der Produzent der Aufnahmen war wieder überwiegend George Martin, seine Produzententätigkeit wurde gleichberechtigt durch seinen Toningenieur Glyn Johns unterstützt, der im Gegensatz zu George Martin bei allen Aufnahmen zugegen war.

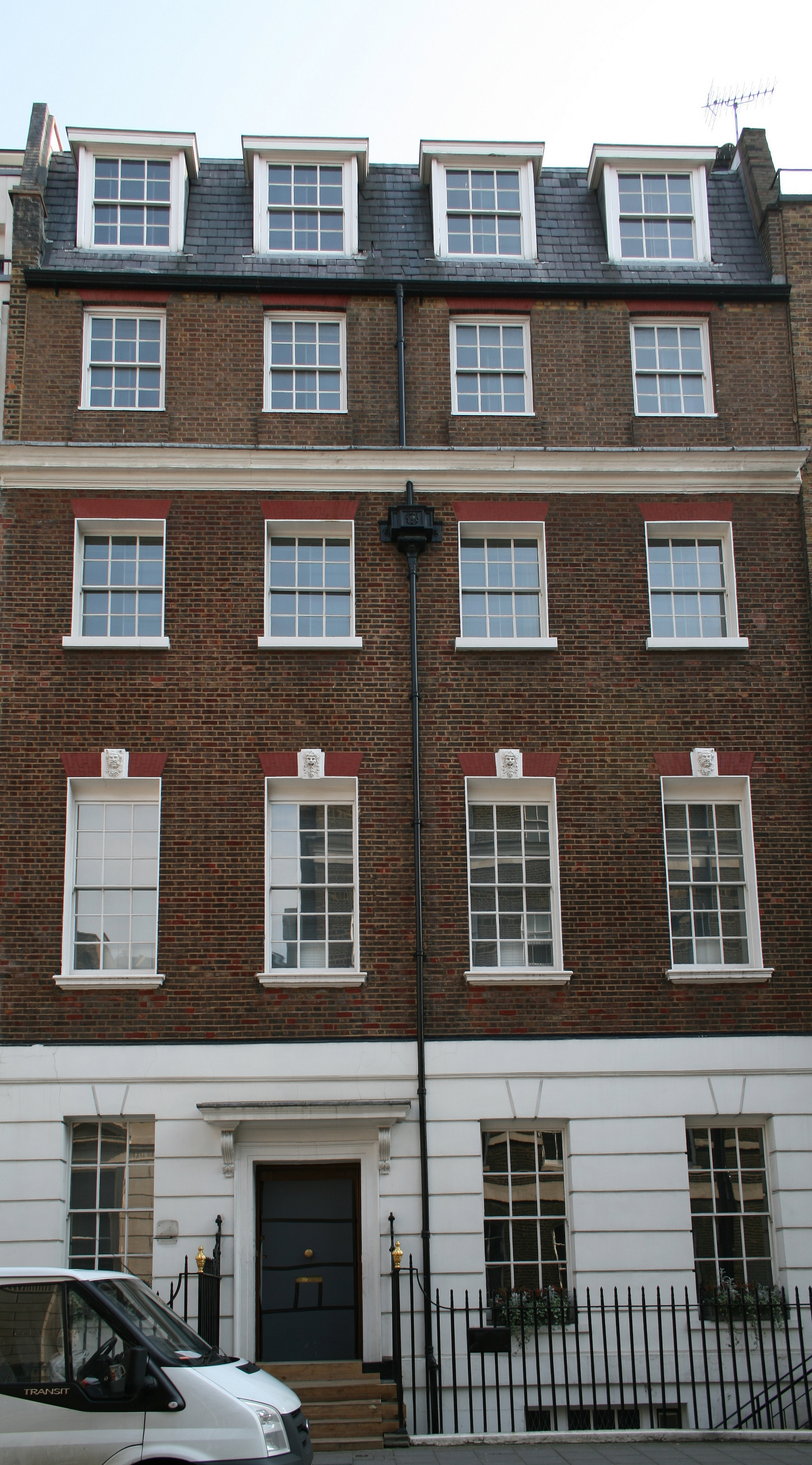
Savile Row 3, Ort des letzten Liveauftritts

Bis zum Ende des Monats entstanden zahlreiche Aufnahmen – die meisten allerdings wenig strukturiert – in spontanen Jam-Sessions. Die Gruppe spielte dabei neben einigen neuen eigenen Liedern viele Coverversionen aus der Rock-’n’-Roll-Ära. Die abschließenden Aufnahmen fanden am 30. und 31. Januar 1969 statt. Am 30. Januar begab sich die Gruppe – unterstützt von Billy Preston am Keyboard – auf das Dach des Apple-Gebäudes und spielte dort das Rooftop Concert. Gespielt wurden die Lieder Get Back, Don’t Let Me Down, I’ve Got a Feeling, One After 909 und Dig a Pony, einige davon mehrfach. Am folgenden Tag wurden weitere Lieder im Studio aufgenommen, die für den Auftritt auf dem Dach nicht geeignet gewesen waren. Es handelte sich dabei um das akustische Gitarrenstück Two of Us und die Klavierstücke The Long and Winding Road und Let It Be.
Anfang März 1969 übertrugen John Lennon und Paul McCartney Glyn Johns die Aufgabe, sich um die Fertigstellung des Albums zu kümmern. Johns stand vor dem Problem, aus den zahlreichen Stunden aufgenommener Sessions – viele davon chaotisch und wenig inspiriert – genügend Material zu finden, das für eine Veröffentlichung geeignet war. Johns erarbeitete mehrere Versionen, wobei er darum bemüht war, die Aufnahmen möglichst natürlich und „unbehandelt“ klingen zu lassen. Das Album wurde in dieser Form allerdings nicht veröffentlicht.
Im Verlauf des Jahres 1969 hatte der Regisseur Michael Lindsay-Hogg eine Rohfassung des die Aufnahmen dokumentierenden Films Let It Be fertiggestellt. Im Dezember 1969 wurde Glyn Johns erneut beauftragt, eine weitere Version des Albums als Soundtrack zu erstellen, der zum Songmaterial des Films passen sollte. Paul McCartney, George Harrison und Ringo Starr kamen am 3. und 4. Januar 1970 ein letztes Mal gemeinsam in die Abbey Road Studios, um ergänzende Aufnahmen für den Soundtrack zum Film aufzunehmen. Am 5. Januar 1970 hatte Glyn Johns eine neue Fassung des Albums erstellt. Auch diese Version konnte die Beatles nicht überzeugen und blieb unveröffentlicht.
Paul McCartney sagte dazu: „Für mich war Let It Be die Platte, wie Glyn Johns sie zusammengemischt hatte – ohne Overdubs, ohne Orchester oder sonstiges Zeugs. Ein sehr direktes, einfaches Album.“
Im März 1970 erhielt Phil Spector von Lennon, Harrison und Allen Klein den Auftrag, das Album endgültig fertigzustellen. Zu seinen umstrittensten Veränderungen gehören die am 1. April 1970 eingespielten, orchestralen und choralen Teile, die er den Stücken Across the Universe, I Me Mine und The Long and Winding Road hinzufügte.
Die Meinung der Beteiligten an der endgültigen Version ging auch nach Jahren stark auseinander:
George Martin sagte zur Abmischung: „Mir gefiel Phil Spectors Fassung von Let It Be überhaupt nicht. Ich habe seine Arbeit immer bewundert und hielt seine Arrangements stets für phantastisch. Aber bei Let It Be hat er all das draufgepackt, was uns verboten war. Ich habe ihm das verübelt, denn in meinen Augen hat er nur Schund abgeliefert.“
Paul McCartney: „Ich habe die Spector-Version kürzlich noch einmal gehört, und sie klang schauderhaft.“
John Lennon: „Er erhielt den beschissensten Haufen von schlecht aufgenommenem Müll. Und er hat etwas daraus gemacht. Phil hat wunderbare Arbeit geleistet.“
George Harrison: „[…] ich persönlich hielt Phils Beteiligung für eine ausgezeichnete Idee.“
Ringo Starr: „Mir hat Phils Arbeit gefallen.“

## Entstehung
Im Februar 2002 bekamen Allan Rouse, Paul Hicks und Guy Massey von Neil Aspinall den Auftrag, das Album Let It Be zu überarbeiten mit dem Ziel, die ursprüngliche Idee des Albums – ohne Overdubs und Orchestration – zu realisieren. Bei der Wahl der Tonbänder orientierten sie sich im Wesentlichen an der Auswahl von Glyn Johns und Phil Spector. Mit Hilfe der Software Pro Tools säuberten sie die vorher ausgewählten Aufnahmebänder von nicht erwünschten Hintergrundgeräuschen und korrigierten Fehler von instrumentalen Einspielungen und erstellten so neue Mastertapes, die eine deutlich verbesserte Klangqualität im Vergleich zum Originalalbum aufweisen. Die Produzenten verzichteten ferner auf die von Phil Spector verwendeten Studiogespräche.
Die Reihenfolge der Titel wurde verändert und die damalige Get Back-Single-B-Seite Don’t Let Me Down mit aufgenommen. Die auf diesem Album enthaltene Version von Don’t Let Me Down entspricht dabei nicht der Studioversion, sondern ist ein Zusammenschnitt der Live-Versionen des Rooftop Concerts. Weiterhin wurden andere Versionen von The Long and Winding Road und I’ve Got a Feeling verwendet; auf Maggie Mae und Dig It wurde verzichtet. Das Album enthält eine zusätzliche CD Fly On The Wall, auf der Lied- und Gesprächsausschnitte der Filmaufnahmen von 1969 enthalten sind. Die Zusammenstellung stammt von Kevin Howlett; technische Assistenz leistete Brian Thompson.
Das Album erschien auch als Vinyl-LP (Klapp-Cover mit 20-seitigem Begleitheft in LP-Größe) mit Fly On The Wall als Zugabe in Form einer 7″-Single.
Let It Be… Naked erreichte die Top Ten in Großbritannien und den USA. Im Dezember 2003 wurde das Album in den USA mit Platin für eine Million verkaufte Exemplare ausgezeichnet.
Bei der Veröffentlichung des Albums Let It Be… Naked wurde das ursprüngliche Album Let It Be nicht im Vertrieb eingestellt, sodass seither beide Alben parallel erhältlich sind.

## Wiederveröffentlichung
Die Erstveröffentlichung im Download-Format erfolgte am 3. April 2013 bei iTunes. Laut Angabe von iTunes war das Album remastert. Ab dem 6. Juli 2018 war das Album auch bei anderen Anbietern und bei Streaming-Diensten verfügbar.

## Covergestaltung
Die Fotos für das Cover stammen von Ethan Russel, das Cover wurde von der Firma Wherefore Art? gestaltet. Der CD liegt ein 32-seitiges bebildertes Booklet bei, das neben einer Einleitung von Kevin Howlett auch Dialoge aus dem originalen Let-It-Be-Buch enthält.

## Titelliste

### Album
| Nummer | Lied                      | Autor            | Leadgesang           | Länge |
| ------ | ------------------------- | ---------------- | -------------------- | ----- |
| 01     | Get Back                  | Lennon/McCartney | McCartney            | 2:34  |
| 02     | Dig a Pony                | Lennon/McCartney | Lennon               | 3:38  |
| 03     | For You Blue              | Harrison         | Harrison             | 2:27  |
| 04     | The Long and Winding Road | Lennon/McCartney | McCartney            | 3:34  |
| 05     | Two of Us                 | Lennon/McCartney | Lennon und McCartney | 3:20  |
| 06     | I’ve Got a Feeling        | Lennon/McCartney | Lennon und McCartney | 3:30  |
| 07     | One After 909             | Lennon/McCartney | Lennon und McCartney | 2:44  |
| 08     | Don’t Let Me Down         | Lennon/McCartney | Lennon               | 3:18  |
| 09     | I Me Mine                 | Harrison         | Harrison             | 2:21  |
| 10     | Across the Universe       | Lennon/McCartney | Lennon               | 3:38  |
| 11     | Let It Be                 | Lennon/McCartney | McCartney            | 3:55  |

### Fly on the Wall
| Nummer | Lied                                    | Autor                                              | Leadgesang           | 00Laufzeit            |
| ------ | --------------------------------------- | -------------------------------------------------- | -------------------- | --------------------- |
| 01     | Sun King                                | Lennon/McCartney                                   | Instrumental         | 0:12–0:31             |
| 02     | Don’t Let Me Down                       | Lennon/McCartney                                   | Lennon               | 0:32–1:05             |
| 03     | One After 909                           | Lennon/McCartney                                   | Lennon               | 1:30–1:38             |
| 04     | Because I Know You Love Me So           | Lennon/McCartney                                   | McCartney und Lennon | 2:42–4:15             |
| 05     | Don’t Pass Me By                        | Richard Starkey                                    | Ringo Starr          | 5:03–5:06             |
| 06     | Taking a Trip to Carolina               | Richard Starkey                                    | Ringo Starr          | 5:32–5:52             |
| 07     | John’s Piano Piece                      | Lennon                                             | Instrumental         | 5:53–6:13             |
| 08     | Child of Nature                         | Lennon                                             | Lennon               | 6:29–6:53             |
| 09     | Back in the U.S.S.R.                    | Lennon/McCartney                                   | McCartney            | 6:54–7:06             |
| 10     | Every Little Thing                      | Lennon/McCartney                                   | McCartney            | 7:20–7:30             |
| 11     | Don’t Let Me Down                       | Lennon/McCartney                                   | Lennon               | 7:31–7:51 / 8:00–8:31 |
| 12     | All Things Must Pass                    | Harrison                                           | Harrison             | 9:00–9:38             |
| 13     | She Came In Through the Bathroom Window | Lennon/McCartney                                   | McCartney            | 10:58–11:03           |
| 14     | Paul’s Piano Piece                      | Lennon/McCartney                                   | Instrumental         | 12:59–13:59           |
| 15     | Get Back                                | Lennon/McCartney                                   | McCartney            | 16:01–16:15           |
| 16     | Two of Us                               | Lennon/McCartney                                   | Lennon und McCartney | 17:03–17:24           |
| 17     | Maggie Mae                              | Trad. arrangiert Lennon/McCartney/Harrison/Starkey | Lennon und McCartney | 17:25–17:47           |
| 18     | Fancy My Chances with You               | Lennon/McCartney                                   | McCartney            | 17:48–18:15           |
| 19     | Can You Dig It?                         | Lennon/McCartney                                   | Lennon               | 18:39–19:10           |
| 20     | Get Back                                | Lennon/McCartney                                   | McCartney            | 19:35–20:08           |

## Musikalische Unterschiede
| Get Back                  | Neuabmischung der ursprünglichen Version vom 27. Januar 1969, im Gegensatz zur Let-It-Be-Version wurden die Dialoge am Anfang und Ende des Liedes entfernt. |
| Dig a Pony                | Neuabmischung der ursprünglichen Version, im Gegensatz zur Let-It-Be-Version wurden der musikalische Fehlstart am Anfang und der Dialog am Ende des Liedes entfernt sowie John Lennons Gesang korrigiert.                                                        |
| For You Blue              | Neuabmischung der ursprünglichen Version, im Gegensatz zur Let-It-Be-Version wurden das Schlagzeug mehr in den Vordergrund und die Rhythmusgitarre in den Hintergrund gemischt.                                                                                  |
| The Long and Winding Road | Im Gegensatz zur Let-It-Be-Version wurde hier nicht der Aufnahmetake 18 vom 26. Januar 1969, sondern der Aufnahmetake 19 vom 31. Januar 1969 verwendet. Auf Phil Spectors orchestrale Überarbeitung wurde verzichtet.                                            |
| Two of Us                 | Neuabmischung der ursprünglichen Version mit nur geringen musikalischen Unterschieden, John Lennons akustisches Gitarrenspiel wurde korrigiert. |
| I’ve Got a Feeling        | Im Gegensatz zur Let-It-Be-Version wurden hier zwei Versionen vom Rooftop-Konzert zusammengemischt. |
| One After 909             | Neuabmischung der ursprünglichen Version, im Gegensatz zur Let-It-Be-Version wurde das kurz eingesungene Lied Danny Boy entfernt. |
| Don’t Let Me Down         | Im Gegensatz zur Let-It-Be-Version ist Don’t Let Me Down hier enthalten, es wurden zwei Versionen vom Rooftop-Konzert zusammengemischt. |
| I Me Mine                 | Es wurde nicht die Let-It-Be-Version übernommen, sondern I Me Mine wurde neu editiert und verlängert sowie neu abgemischt. Auf Phil Spectors orchestrale Überarbeitung wurde verzichtet.                                                                         |
| Across the Universe       | Bei dieser Version wurden die Soundeffekte, die Klavier-, die Maracas- und Svaramandalbegleitung weggemischt. Auf Phil Spectors orchestrale Überarbeitung wurde verzichtet.                                                                                      |
| Let It Be                 | Im Gegensatz zur Let-It-Be-Version wurden hier Take 27 und 28 vom 31. Januar 1969 zusammengemischt (Take 28 wurde im Film Let It Be verwendet). George Harrisons Gitarrensolo stammt von Take 28. Auf Overdubs sowie George Martins Bläsersatz wurde verzichtet. |

## Kommerzieller Erfolg

### Chartplatzierungen
| ChartsChartplatzierungen       | Höchstplatzierung | Wochen |
| ------------------------------ | ----------------- | ------ |
| Deutschland (GfK)              | 13 (9 Wo.)        | 9      |
| Österreich (Ö3)                | 8 (9 Wo.)         | 9      |
| Schweiz (IFPI)                 | 21 (5 Wo.)        | 5      |
| Vereinigte Staaten (Billboard) | 5 (16 Wo.)        | 16     |
| Vereinigtes Königreich (OCC)   | 7 (10 Wo.)        | 10     |

| ChartsJahrescharts (2004)      | Platzierung |
| ------------------------------ | ----------- |
| Vereinigte Staaten (Billboard) | 56          |

### Auszeichnungen für Musikverkäufe
| Land/Region                  | Auszeichnungen für Musikverkäufe (Land/Region, Auszeichnung, Verkäufe) | Verkäufe  |
| ---------------------------- | ---------------------------------------------------------------------- | --------- |
| Australien (ARIA)            | Gold                                                                   | 35.000    |
| Deutschland (BVMI)           | Gold                                                                   | 100.000   |
| Japan (RIAJ)                 | 2× Platin                                                              | 500.000   |
| Schweden (IFPI)              | Gold                                                                   | 30.000    |
| Spanien (Promusicae)         | Gold                                                                   | 50.000    |
| Vereinigte Staaten (RIAA)    | Platin                                                                 | 1.000.000 |
| Vereinigtes Königreich (BPI) | Gold                                                                   | 100.000   |
| Insgesamt                    | 5× Gold · 3× Platin ·                                                  | 1.815.000 |

Hauptartikel: The Beatles/Auszeichnungen für Musikverkäufe

## Promotion-Single
In Europa wurde eine Promotion-CD-Single veröffentlicht, die nur das Lied Let It Be enthält.